# Museo de Segovia
El Museo de Segovia en la Casa del Sol de la capital segoviana, es una institución cultural del Estado español gestionada por la comunidad de Castilla y León, que custodia piezas históricas principalmente de la provincia de Segovia. 
A lo largo de su historia ha tenido varias denominaciones, Museo de Pinturas, Museo de Bellas Artes o Museo Provincial, así como diversas sedes desde la inicial en el palacio episcopal en 1842, pasando por la iglesia de san Facundo (1845) y la Casa del Hidalgo (1967), hasta instalarse en la Casa del Sol.
Tiene como museo filial el Museo Zuloaga, situado en la iglesia de San Juan de los Caballeros.

## El edificio
El edificio, enclavado en un espolón en la sección occidental de la muralla medieval, es una reforma del antiguo matadero —la Casa del Sol— realizada entre 1986 y 2006.

## Exposiciones
El Museo se compone de unas 1.500 piezas con fondos arqueológicos, etnológicos y bellas artes del territorio segoviano, principalmente.
Las piezas arqueológicas van desde el Paleolítico, pasando por celtibéricas, romanas, visigodas, islámicas, hasta la época cristiana.
La colección de esculturas, pinturas y artes decorativas provienen de la Desamortización española del siglo XIX.
La exposición permanente se organiza en 7 salas en 4 plantas.

### Planta baja
- Sala A. "Segovia en el tiempo. Las raíces de la Historia" (Geología, Geocronología, Geografía y Paisaje).
- Sala B. "De los Primeros Pobladores al Mundo Altomedieval" (Prehistoria, Historia Antigua y Época Visigoda).
- Sala C. La Piedra Labrada (Lapidario antiguo, medieval y colección Barral, en el patio).

### Planta alta
- Sala D. "La Baja Edad Media. Iglesia, Nobleza y Pueblo Llano". (Desde el Islam al siglo XVI: Románico, Gótico y Mudéjar. Pintura. El Señor y la Guerra. Castillos y Alcázares. Salida al Adarve (Vista de la ciudad hacia el Norte). La Molienda y sus Medidas. Pastoreo, Mesta y Trashumancia. Lanas y Vestidos (Batanes, telares y Máquinas de Tejer).

### Entreplanta I
- Sala E. "Renacimiento y Barroco. Los Austrias". La Estampa.Arquitectura: la Nueva Catedral. Pintura.La Energía Hidráulica y su Técnica: la Numismática en Segovia.El Martinete de Cobre de Navafría.

### Entreplanta II
- Sala F. "Escultura de los siglos XV y XVI".
- Sala G. "Los Borbones y la Ilustración. El siglo XX".
- Las construcciones de la Segovia borbónica. Las Reales Fábricas: La Granja, El Aserrío de Valsaín y los Paños de Laureano Ortiz de Paz. Alfarería popular (destacando la colección Fernando Arranz). Indumentaria tradicional. Pintura y escultura contemporáneas.